# Ideciu de Jos
Ideciu de Jos é uma comuna romena localizada no distrito de Mureș, na região histórica da Transilvânia. A comuna possui uma área de 42.70 km² e sua população era de 2108 habitantes segundo o censo de 2007.